# Estevais (Mogadouro)
Estevais, por vezes também referida como Estevais de Mogadouro, é uma aldeia portuguesa que pertence à freguesia de Castelo Branco, no município de Mogadouro, distrito de Bragança, na província histórica de Trás-os-Montes e Alto Douro, em Portugal.
É conhecida por tratar-se da terra dos ancestrais do escritor e jornalista português José Rentes de Carvalho.

## Património
- Igreja de São João Baptista